# Пеја (Бергамо)
Пеја (итал. Peia) је насеље у Италији у округу Бергамо, региону Ломбардија.
Према процени из 2011. у насељу је живело 1861 становника. Насеље се налази на надморској висини од 576 м.

## Становништво
Према резултатима пописа становништва 2011. у општини је живело 1.864 становника.
| 1931. | 1936. | 1951. | 1961. | 1971. | 1981. | 1991. | 2001. | 2011. |
| ----- | ----- | ----- | ----- | ----- | ----- | ----- | ----- | ----- |
| 1.388 | 1.330 | 1.514 | 1.577 | 1.705 | 1.663 | 1.746 | 1.761 | 1.864 |